# Wilhelm Bröckerhoff
Wilhelm Bröckerhoff (3 de setembro de 1907 - 16 de julho de 1971) foi um oficial alemão que serviu durante a Segunda Guerra Mundial. Foi condecorado com a Cruz de Cavaleiro da Cruz de Ferro.

## Carreira

### Patentes
Major

### Condecorações
| Cruz de Ferro 2ª Classe                              |
| Cruz de Ferro 1ª Classe                              |
| Cruz de Cavaleiro da Cruz de Ferro 8 de maio de 1945 |